# Вільям Тіндейл
Вільям Тіндейл (часто Тиндаль) (англ. William Tyndale; 1494 — 1536) — протестантський реформатор, перекладач Біблії на англійську мову.
Зробив перший друкований англомовний переклад Біблії, за що отримав «титул» — «Батько Англійської Біблії». У 1525 році опублікував у Гамбурзі переклад «Нового Завіту». Оскільки король Англії Генріх VIII на той час був католиком, наступного року цей переклад був визнаний єрессю й поширювався в Англії лише таємно.
За наказом короля Англії Вільям Тіндейл у 1536 році був спалений. Проте наступного року Генріх VIII перейшов на бік протестантів і підтримав видання Біблії у Лондоні 1537 року.